# Mésocôlon transverse
Le mésocôlon transverse est le méso du côlon transverse. 
Un méso est un accollement de deux feuillets du péritoine reliant le péritoine pariétal postérieur à un viscère. La plupart des organes abdominaux sont tapissés par le péritoine et ils sont suspendus dans la cavité abdominale par des mesos à l'intérieur desquels cheminent les artères et les nerfs qui leur sont destinés.
Le mésocôlon transverse a une longue racine qui se fixe sur la paroi postérieure de l'abdomen et principalement au pancréas. Il divise la cavité péritonéale en deux parties qui sont la cavité sus mésocolique et la cavité sous mésocolique.

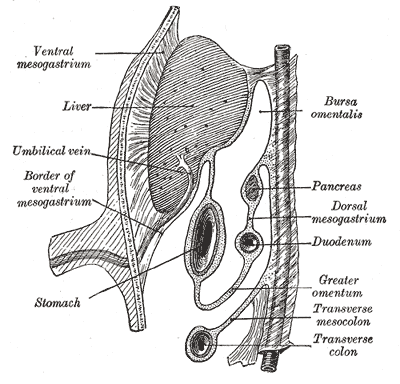
Coupe de l'épiploon et du mésocôlon transverse lors de l'embryogenèse.
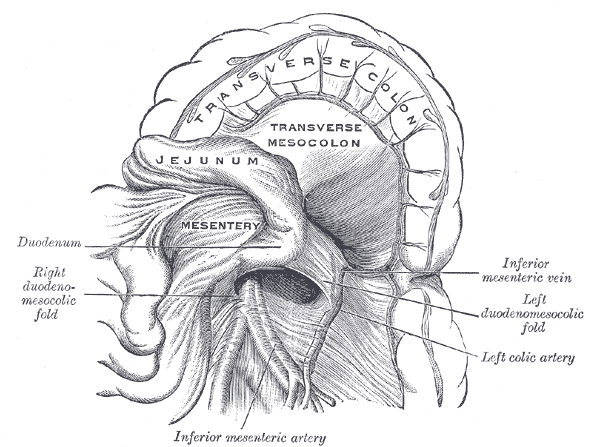
Vue inférieure du mésocôlon transverse.